# 르크루제
르크루제(LE CREUSET)는 프랑스의 조리기구 제조업체이다. 1925년에 설립되었다.
프랑스의 LE CREUSET사에서 만든 특수한 복수층 할로우 가공의 냄비 등의 제품군을 가리킨다.

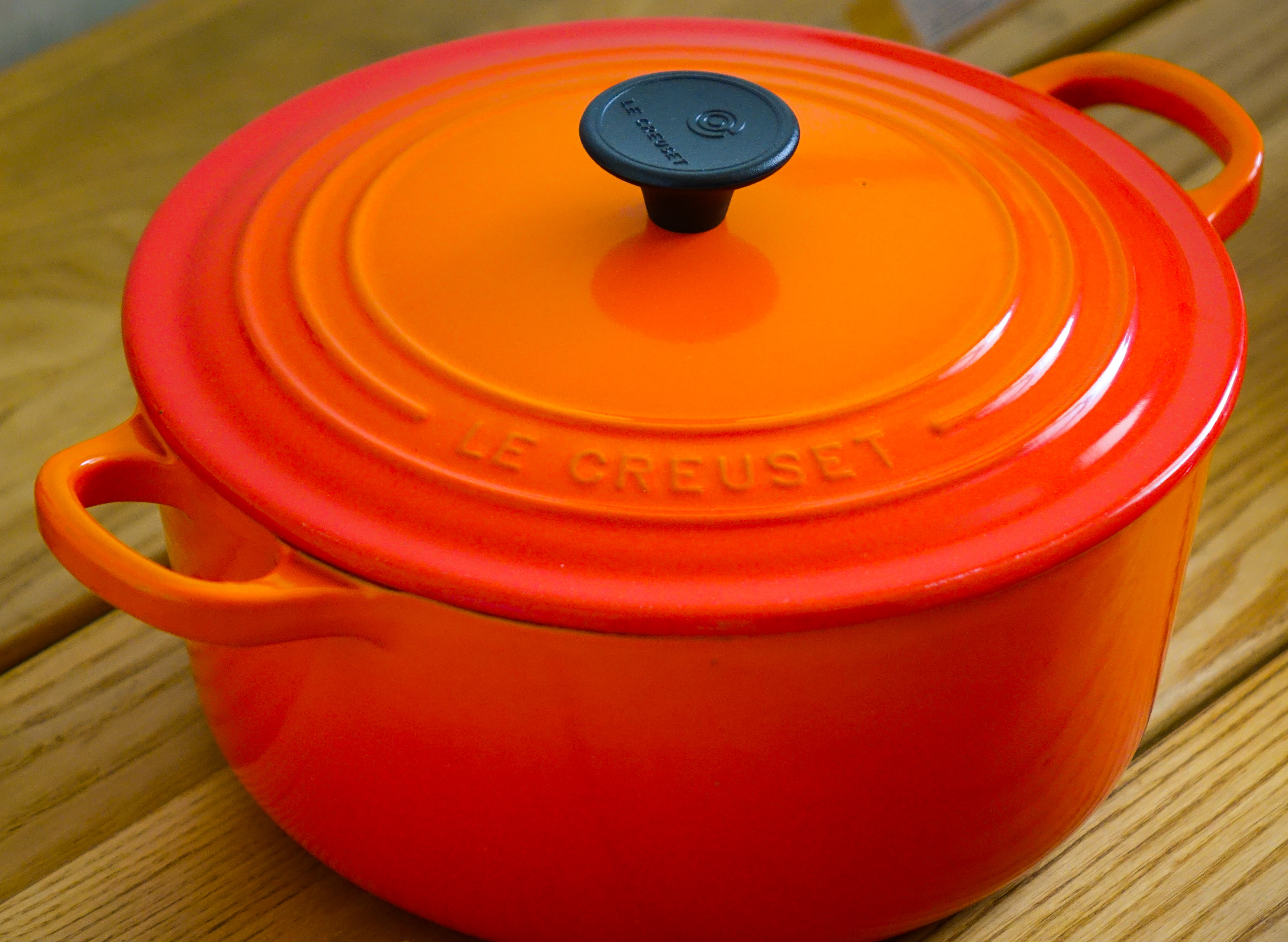
르크루제의 냄비

## 기타
KBS2의 해피투게더의 협찬도 내보냈으며, 해외에서는 영국, 독일, 스위스, 스페인, 이탈리아, 일본, 홍콩, 한국 그리고 싱가포르등에 지사를 설립하였다.